# Kim Staal
Kim Romanko Staal, född 10 mars 1978 i Herlev, är en dansk före detta ishockeyspelare. Efter att ha gjort seniordebut i moderklubben Herlev vid 15 års ålder säsongen 1993/94 flyttade han till Sverige och spelade juniorishockey för Malmö Redhawks. Efter att ha blivit draftad av Montreal Canadiens, i den fjärde rundan som 92:a spelare totalt 1996, gjorde han Elitseriedebut säsongen 1996/97. Efter ytterligare fyra säsonger i Malmö, lämnade han klubben för att tillbringa två säsonger med seriekonkurrenten Modo Hockey. Med Modo tog han sitt första SM-silver säsongen 2001/02.
Säsongen 2003/04 återvände han till Malmö och spelade ytterligare tre säsonger för laget. Under den sista av dessa säsonger degraderades klubben till Hockeyallsvenskan. 2006 skrev Staal ett avtal med Nashville Predators i NHL, men spelade aldrig för klubben. Istället tillbringade han säsongen 2006/07 för farmarlaget Milwaukee Admirals i AHL. De två följande säsongerna tog han SM-silver med både Linköping HC och HV71, innan han återvände för en sista sejour med Malmö Redhawks.
Efter 16 säsonger utomlands återvände Staal till Danmark säsongen 2011/12 och vann ett danskt guld med Herning Blue Fox. Därefter spelade han två säsonger för sin moderklubb Herlev Eagles, som vid denna tidpunkt avancerat i seriesystemet till Superisligaen. Säsongen 2013/14 spelade han med stor framgång i den tyska andraligan för Starbulls Rosenheim. Därefter spelade han under två säsonger för Tohoku Free Blades i Asia League Ice Hockey. Staal avrundade sin karriär med att spela sina sista tre säsonger för Herlev.
Staal har representerat Danmarks A-landslag vid 18 VM-turneringar och har spelat 171 A-landskamper. Som junior spelade han tre JVM och två JEM.

## Karriär

### Klubblag

#### 1993–2006: Malmö Redhawks och Modo Hockey
Staal inledde sin ishockeykarriär med moderklubben Herlev IK i Danmark. Vid 15 års ålder spelade han för klubbens seniorlag i Danmarks näst högsta division, där han hade ett poängsnitt på över två poäng per match. Totalt spelade han tolv matcher och noterades för 31 poäng (19 mål, 12 assist). Därefter flyttade han, inför säsongen 1994/95, till Sverige och anslöt till Malmö Redhawks juniorsektion. Under sin andra säsong i Malmö var han den främste poänggöraren i klubbens J20-lag, med 44 poäng på 30 matcher. 1996 blev han draftad av Montreal Canadiens i den fjärde rundan som 92:a spelare totalt. Säsongen 1996/97 gjorde han Elitseriedebut och noterades för en assist på de tre matcher han spelade. Den följande säsongen var han med och vann SM-guld med Malmös J20-lag, samtidigt som han spelade allt fler matcher för A-laget i Elitserien.
Staal gjorde sin första hela säsong i Elitserien 1998/99. Den 28 november 1998 gjorde han sitt första Elitseriemål, i en 5–0-seger mot HV71. På 48 matcher noterades han för sex poäng totalt, varav ett mål. Laget var det sista att kvalificera sig till SM-slutspelet: väl där slogs man ut i semifinal av grundseriesegraren Modo Hockey med 3–1 i matcher. Staal gick poänglös ur de fyra slutspelsmatcher han spelade. Staal spelade sedan ytterligare två säsonger för Malmö där han ökade sin poängskörd i Elitseriens grundserie för var säsong. Säsongen 2000/01 slutade han på tredje plats i Malmös interna poängliga med 31 poäng på 48 grundseriematcher (16 mål, 15 assist).
Efter sju säsonger i Malmös organisation meddelades det den 9 april 2001 att han lämnat klubben och skrivit ett tvåårsavtal med seriekonkurrenten Modo Hockey. Den följande säsongen blev Staals poängmässigt främsta i Elitserien då han stod för 37 poäng på 49 matcher (14 mål, 23 assist) och slutade på tredje plats i lagets interna poängliga. I slutspelet tog sig Modo till SM-final, detta sedan man slagit ut Luleå HF (4–2) och Frölunda HC (3–2) i kvarts-, respektive semifinal. Modo ställdes mot Färjestad BK och förlorade med 3–0 i matcher. Staal noterades för tio poäng på tolv slutspelsmatcher (tre mål, sju assist). Under sin andra säsong i Modo hade Staal problem med skador. Han missade säsongsinledningen på grund av problem med bäckenbenet och ena ljumsken. Totalt spelade han endast 14 grundseriematcher där han noterades för fyra mål och fem assist. I SM-slutspelet slogs Modo ut i kvartsfinalserien av grundseriesegraren Frölunda HC med 4–2 i matcher. Under säsongens gång spelade han också två matcher för Örnsköldsviks SK där han stod noterad för tre mål.
Inför säsongen 2003/04 återvände Staal till Malmö Redhawks. Den 4 april 2003 meddelades det att han skrivit ett treårsavtal med klubben. I grundserien blev Staal tvåa i lagets interna skytteliga bakom Jesper Mattsson. På 45 matcher noterades han för 23 poäng, varav 15 mål. Laget slutade näst sist i grundserien och höll sig sedan kvar i Elitserien genom spel i Kvalserien till Elitserien i ishockey 2004. I Kvalserien vann Staal poängligan och var också den spelare som gjorde flest mål och assist. På tio matcher noterades han för sju mål och sju assist. Den efterföljande säsongen slutade Malmö sist i Elitserien och degraderades därefter till Hockeyallsvenskan efter att man slutat på tredje plats i Kvalserien till Elitserien i ishockey 2005. Säsongen 2005/06 var Staal dock med att spela upp Malmö till Elitserien igen. I Kvalserien stod han för ett hat trick då Malmö besegrade Leksands IF med 5–1 den 22 mars 2006.

#### 2006–2019: Senare delen av karriären
I slutet av september 2006 stod det klart att Staal lämnat Sverige och skrivit ett ettårsavtal med Nashville Predators i NHL. Han fick dock aldrig spela i NHL och tillbringade istället säsongen 2006/07 med Predators farmarlag Milwaukee Admirals i AHL. Den 7 oktober 2006 gjorde han debut i AHL i en 7–1-förlust mot Omaha Ak-Sar-Ben Knights. Månaden därpå, den 22 november, gjorde han sitt första mål i AHL, på Craig Anderson, i en 4–3-seger mot Rochester Americans. På 64 grundseriematcher noterades han för 25 poäng (13 mål, 12 assist). 
Den 20 juli 2007 bekräftades det att Staal återvänt till Sverige och skrivit ett tvåårsavtal med Linköping HC i Elitserien. Linköping slutade tvåa i grundserien och i det efterföljande SM-slutspelet tog sig laget till sin första SM-final någonsin sedan man slagit ut Djurgårdens IF och Färjestad BK (båda med 4–1 i matcher) i kvarts-, respektive semifinal. I finalserien ställdes man mot HV71, som vann grundserien. Linköping segrade i de två inledande matcherna, men efter bland annat två övertidsförluster på hemmaplan vände HV71 matchserien och vann fyra raka matcher. Staal tog därmed sitt andra SM-silver och blev trea i lagets interna poängliga i slutspelet. På 16 matcher stod han för fem mål och fem assistpoäng. Trots att Staal hade ett år kvar på sitt avtal med Linköping meddelades det den 19 juni 2008 att han lämnat klubben för spel i seriekonkurrenten HV71, som han skrivit ett ettårskontrakt med. Under försäsongen ådrog han sig en axelskada, vilken gjorde att han missade nästan hela grundserien. Han spelade totalt åtta grundseriematcher för HV71, där han noterades för ett mål och fem assist. I SM-slutspelet fick han spela en finalserien för andra säsongen i följd. HV71 slog ut Timrå IK och Frölunda HC, innan man besegrades av Färjestad BK med 4–1 i finalen. På 18 slutspelsmatcher stod Staal för två mål och fyra assist.

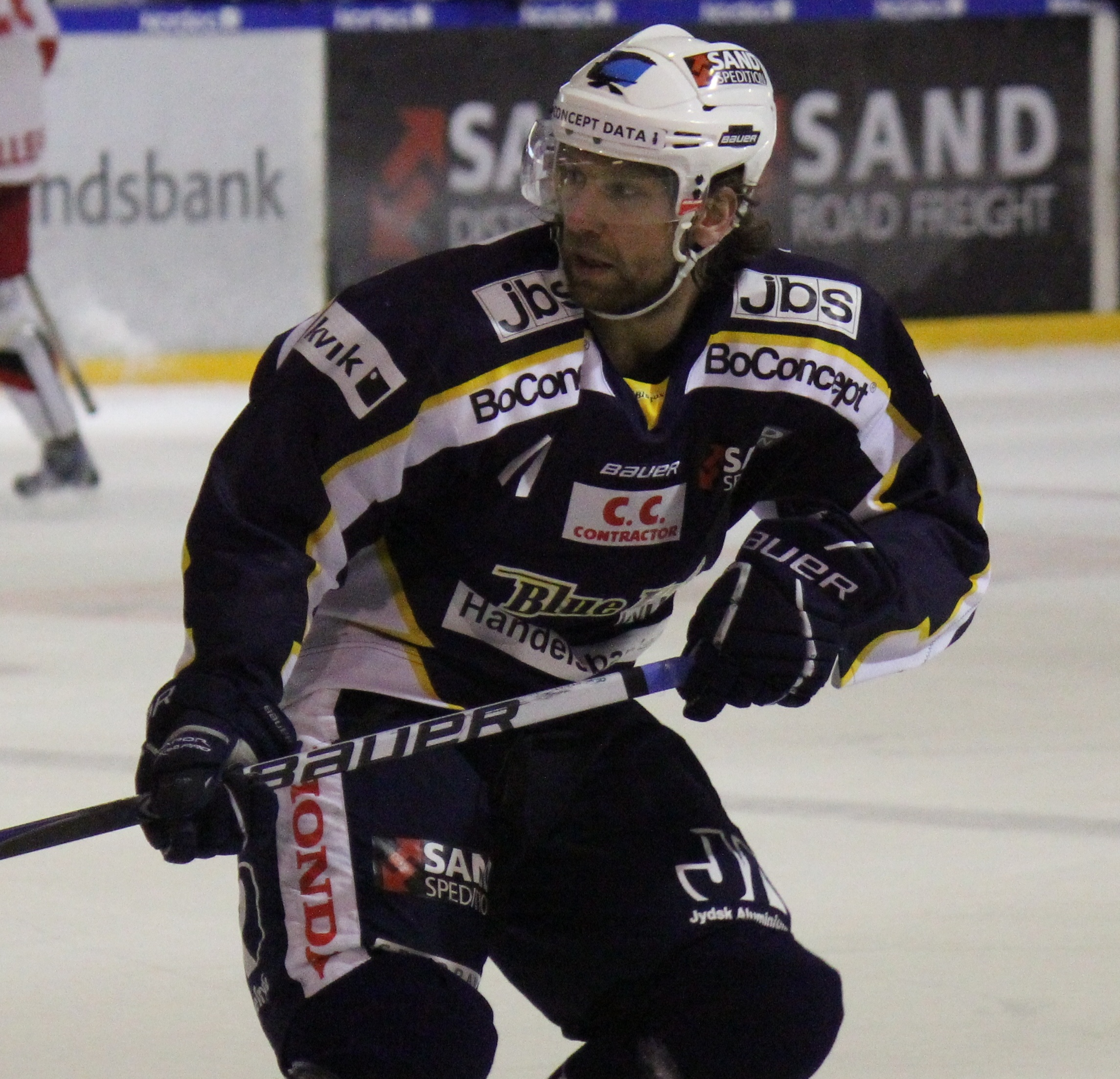
Staal med Herlev Eagles.

Den 16 april 2009 meddelades det att Staal var klar för en tredje sejour i Malmö, som nu spelade i Hockeyallsvenskan. Den 30 oktober samma år noterades Staal för ett hat trick då klubben besegrade Örebro HK med 4–7. Den 12 mars 2010 stod han för ytterligare ett hat trick då Bofors IK besegrades med 3–1. Laget misslyckades att ta sig till Kvalserien och säsongen kom att bli Staals sista i Sverige. Efter säsongen 2009/10 lämnade Staal Malmö Redhawks och genomgick under sommaren 2010 en omfattande knäoperation. Han missade därför inledningen av säsongen 2010/11 och skrev i november 2010 ett avtal med Herning Blue Fox i Superisligaen. Han utsågs till en av de assisterande kaptenerna i laget och i grundserien spelade han endast fyra matcher för klubben. Han hade ett poängsnitt på över två poäng per match då han noterades för fem mål och fyra assistpoäng. I det följande slutspelet blev Staal dansk mästare sedan Blue Fox besegrat Frederikshavn White Hawks med 4–1 i finalserien.
Den 25 april 2011 bekräftades det att Staal återvänt och skrivit ett tvåårsavtal med sin moderklubb Herlev Eagles. Han utsågs till en av laget assisterande kaptener och snittade nära en poäng per match i grundserien. På 35 matcher noterades han för 34 poäng, varav 14 mål. I det följande slutspelet slogs laget ut i kvartsfinal. Staal var där lagets poängmässigt främsta spelare med två mål och tre assistpoäng på fyra matcher. Säsongen 2011/12 vann han Eagles interna poängliga då han stod noterad för 33 poäng på 26 grundseriematcher. Med 15 gjorda mål var han också lagets främste målskytt. I februari 2012 utsågs han till månadens spelare i ligan. För andra säsongen i följd var Staal lagets poängmässigt bästa spelare i slutspelet, och för andra säsongen i följd slogs man ut i kvartsfinal. Under säsongens gång utsågs Staal till årets spelare i Superisligaen.
Den 27 juni 2013 meddelades det att Staal lämnat Herlev för spel med Starbulls Rosenheim i 2. Eishockey-Bundesliga. Staal hade ett poängsnitt på över en poäng per match. Han noterades för 41 poäng på 36 matcher och Rosenheim slutade på andra plats i grundserien. I den följande slutspelet slogs laget ut i semifinal av SC Bietigheim-Bissingen med 4–2 i matcher. I slutspelet vann Staal lagets interna skytteliga och var laget näst bäste poängplockare. På elva matcher noterades han för tolv poäng, varav åtta mål. I juli 2014 meddelades det att Staal lämnat klubben och skrivit ett ettårsavtal med den japanska klubben Tohoku Free Blades i Asia League Ice Hockey. Han spelade två säsonger med klubben, varav den första vann han lagets interna skytteliga och slutade på andra plats i lagets interna poängliga. På 46 matcher noterades han för 70 poäng, varav 37 mål. Laget tog sig till final i slutspelet säsongen 2014/15, där man besegrade grundserievinnaren Anyang Halla med 3–0 i matcher. På 81 grundseriematcher stod Staal för 116 poäng för Free Blades på två säsonger.
Den 8 mars 2016 bekräftades det att Staal lämnat Asien och återvänt till Herlev, med vilka han skrivit ett tvåårskontrakt. Staal spelade under tre säsonger för klubben där man som bäst lyckades ta sig till kvartsfinal säsongen 2018/19. Den 8 augusti 2019 meddelade han att han avslutat sin karriär som ishockeyspelare.

### Landslag

#### 1995–1998: Ungdoms- och juniorlandslag

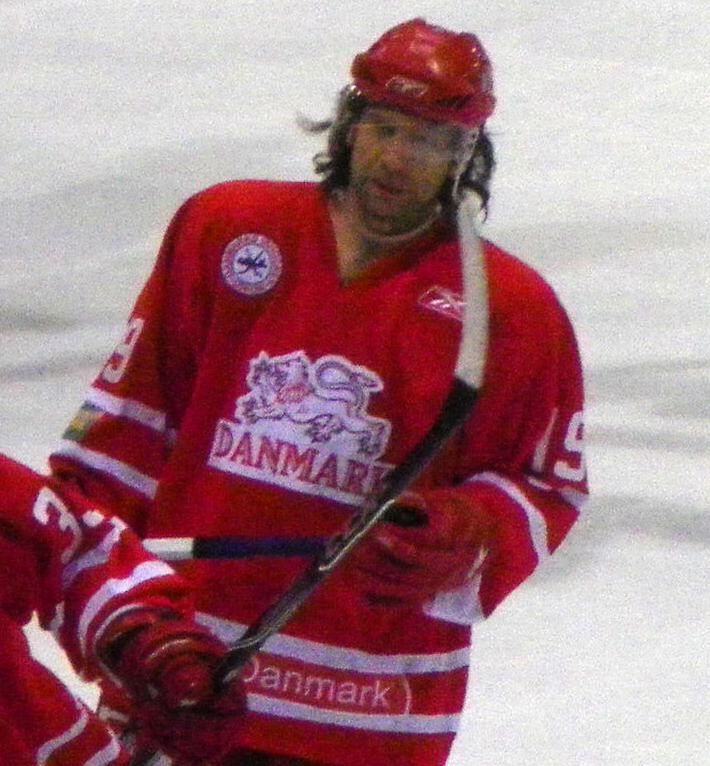
Staal i landslagströja.

Som junior spelade Staal tre JVM och två JEM. Under sitt första JEM snittade Staal strax över två poäng per match och var Danmarks poängmässigt främsta spelare med tre mål och sex assist på fyra matcher. Även under den följande turneringen, JEM 1996, vann han lagets interna poängliga. Då hade han ett poängsnitt på tre poäng per match. På tre matcher stod han för sex mål och tre assistpoäng.
Staal spelade sitt första JVM 1995 i Spanien, där Danmark spelade i JVM C1. Det följande året var Staal lagets poängmässigt bästa spelare då han stod för tolv poäng på fyra matcher (sex mål, sex assist). Han spelade sitt tredje och sista JVM i Estland 1998. PÅ två matcher stod han för fyra poäng och var med att spela upp Danmark till JVM:s B-division.

#### 1996–2015: A-landslaget
Vid 18 års ålder gjorde Staal VM-debut för Danmarks A-landslag vid VM:s B-division i Nederländerna. Staal var sedan med och spelade 14 VM-turneringar i följd för Danmark: mellan 1998 och 2011. Vid sitt tredje B-VM, som avgjordes i Danmark, stod Staal för sju mål på lika många matcher och vann lagets interna skytteliga. Han blev också uttagen till turneringens All Star-lag. Året därpå gjorde han sin poängmässigt främsta VM-turnering då han noterades för elva poäng, sex mål och fem assist, på sju matcher.
2002 lyckades Danmark att vinna VM:s Division I och spelade därför A-VM för första gången sedan 1949 året därpå. Totalt spelade Staal 18 VM-turneringar och vann Danmarks interna poängliga under sex av dessa tillfällen (2001, 2004, 2006, 2008, 2013 och 2014).
Staal spelade 105 A-landskamper för Danmark i VM-sammanhang och stod för totalt 75 poäng, fördelat på 42 mål och 33 assist. Totalt står han noterad för 171 A-landskamper där han stod för 128 poäng (64 mål, 64 assist).

## Statistik

### Klubblag
| 1993–94    | Herlev IK           | Div. 2        | 12  | 19 | 12 | 31  | 6   | —  | —  | —  | —  | —  |
| 1996–97    | Malmö Redhawks      | SHL           | 4   | 0  | 1  | 1   | 2   | —  | —  | —  | —  | —  |
| 1997–98    | Malmö Redhawks      | SHL           | 13  | 0  | 1  | 1   | 2   | —  | —  | —  | —  | —  |
| 1998–99    | Malmö Redhawks      | SHL           | 48  | 1  | 5  | 6   | 14  | 4  | 0  | 0  | 0  | 0  |
| 1999–00    | Malmö Redhawks      | SHL           | 50  | 14 | 10 | 24  | 24  | —  | —  | —  | —  | —  |
| 2000–01    | Malmö Redhawks      | SHL           | 48  | 16 | 15 | 31  | 32  | 9  | 4  | 2  | 6  | 4  |
| 2001–02    | Modo Hockey         | SHL           | 49  | 14 | 23 | 37  | 16  | 12 | 3  | 7  | 10 | 2  |
| 2002–03    | Modo Hockey         | SHL           | 14  | 4  | 5  | 9   | 4   | 6  | 1  | 0  | 1  | 0  |
| 2002–03    | Örnsköldsviks SK    | HA            | 2   | 3  | 0  | 3   | 0   | —  | —  | —  | —  | —  |
| 2003–04    | Malmö Redhawks      | SHL           | 45  | 15 | 8  | 23  | 14  | —  | —  | —  | —  | —  |
| 2004–05    | Malmö Redhawks      | SHL           | 34  | 10 | 11 | 21  | 12  | —  | —  | —  | —  | —  |
| 2005–06    | Malmö Redhawks      | HA            | 37  | 13 | 13 | 26  | 28  | 10 | 6  | 4  | 10 | 14 |
| 2006–07    | Milwaukee Admirals  | AHL           | 64  | 13 | 12 | 25  | 34  | 4  | 0  | 1  | 1  | 2  |
| 2007–08    | Linköping HC        | SHL           | 51  | 12 | 8  | 20  | 30  | 16 | 5  | 5  | 10 | 4  |
| 2008–09    | HV71                | SHL           | 8   | 1  | 5  | 6   | 0   | 18 | 2  | 4  | 6  | 10 |
| 2009–10    | Malmö Redhawks      | HA            | 36  | 14 | 12 | 26  | 22  | 5  | 4  | 0  | 4  | 6  |
| 2010–11    | Herning Blue Fox    | Superisligaen | 4   | 5  | 4  | 9   | 0   | 12 | 4  | 4  | 8  | 12 |
| 2011–12    | Herlev Eagles       | Superisligaen | 35  | 16 | 18 | 34  | 40  | 4  | 2  | 3  | 5  | 2  |
| 2012–13    | Herlev Eagles       | Superisligaen | 26  | 15 | 18 | 33  | 16  | 4  | 1  | 2  | 3  | 2  |
| 2013–14    | Starbulls Rosenheim | DEL2          | 36  | 17 | 24 | 41  | 32  | 11 | 8  | 4  | 12 | 4  |
| 2014–15    | Tohoku Free Blades  | ALIH          | 46  | 37 | 33 | 70  | 40  | 7  | 5  | 8  | 13 | 4  |
| 2015–16    | Tohoku Free Blades  | ALIH          | 35  | 18 | 28 | 46  | 32  | 5  | 1  | 1  | 2  | 2  |
| 2016–17    | Herlev Eagles       | Superisligaen | 28  | 12 | 7  | 19  | 81  | —  | —  | —  | —  | —  |
| 2017–18    | Herlev Eagles       | Superisligaen | 41  | 12 | 10 | 22  | 80  | 4  | 0  | 1  | 1  | 0  |
| 2018–19    | Herlev Eagles       | Superisligaen | 37  | 4  | 7  | 11  | 8   | 2  | 0  | 0  | 0  | 0  |
| SHL totalt | SHL totalt          | SHL totalt    | 364 | 87 | 92 | 179 | 150 | 65 | 15 | 18 | 33 | 20 |
| AHL totalt | AHL totalt          | AHL totalt    | 64  | 13 | 12 | 25  | 34  | 4  | 0  | 1  | 1  | 2  |

### Internationellt
| År            | Lag           | Turnering     | Matcher | Mål | Assists | Poäng | Utv. |
| ------------- | ------------- | ------------- | ------- | --- | ------- | ----- | ---- |
| 1995          | Danmark       | JVM C1        | 4       | 0   | 0       | 0     | 0    |
| 1995          | Danmark       | JEM B         | 4       | 3   | 6       | 9     | 0    |
| 1996          | Danmark       | JVM C         | 4       | 6   | 6       | 12    | 2    |
| 1996          | Danmark       | JEM B         | 3       | 6   | 3       | 9     | 2    |
| 1996          | Danmark       | VM B          | 7       | 1   | 0       | 1     | 0    |
| 1998          | Danmark       | JVM C         | 2       | 3   | 1       | 4     | 2    |
| 1998          | Danmark       | VM B          | 7       | 0   | 4       | 4     | 2    |
| 1999          | Danmark       | VM B          | 7       | 7   | 1       | 8     | 2    |
| 2000          | Danmark       | VM B          | 7       | 6   | 5       | 11    | 16   |
| 2001          | Danmark       | VM D1         | 5       | 4   | 4       | 8     | 33   |
| 2002          | Danmark       | VM D1         | 4       | 4   | 1       | 5     | 2    |
| 2003          | Danmark       | VM            | 5       | 2   | 3       | 5     | 6    |
| 2004          | Danmark       | VM            | 6       | 3   | 1       | 4     | 4    |
| 2005          | Danmark       | VM            | 1       | 0   | 0       | 0     | 0    |
| 2006          | Danmark       | VM            | 6       | 5   | 1       | 6     | 2    |
| 2007          | Danmark       | VM            | 5       | 2   | 3       | 5     | 2    |
| 2008          | Danmark       | VM            | 6       | 4   | 2       | 6     | 2    |
| 2009          | Danmark       | VM            | 6       | 1   | 0       | 1     | 2    |
| 2010          | Danmark       | VM            | 7       | 0   | 1       | 1     | 2    |
| 2011          | Danmark       | VM            | 6       | 0   | 0       | 0     | 0    |
| 2013          | Danmark       | VM            | 7       | 1   | 4       | 5     | 0    |
| 2014          | Danmark       | VM            | 7       | 2   | 3       | 5     | 2    |
| 2015          | Danmark       | VM            | 6       | 0   | 0       | 0     | 2    |
| Senior totalt | Senior totalt | Senior totalt | 105     | 42  | 33      | 75    | 79   |
| Junior totalt | Junior totalt | Junior totalt | 17      | 18  | 16      | 34    | 6    |